# Gründonnerstag

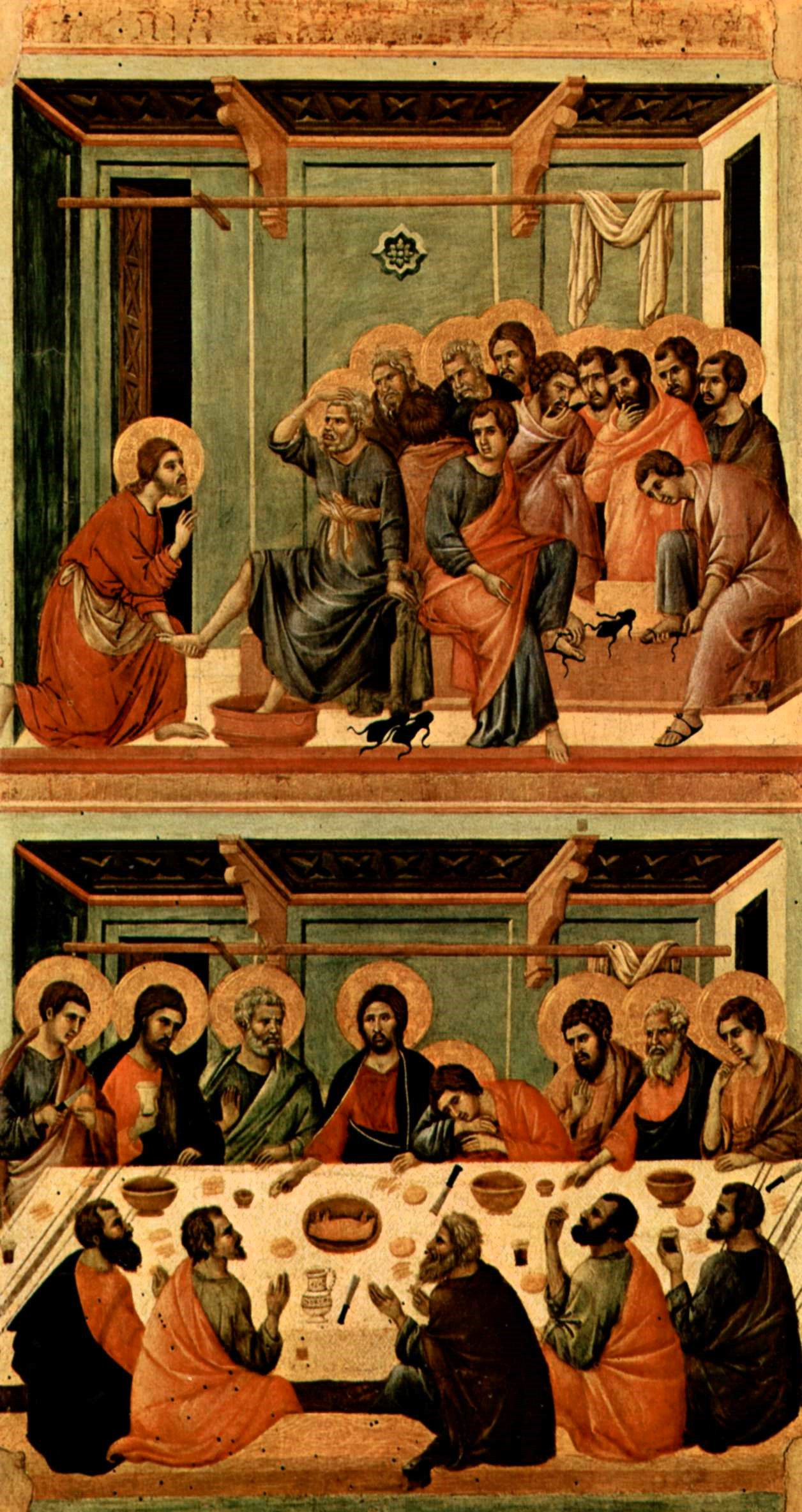
Die Fußwaschung und das letzte Abendmahl (Altarretabel des Sieneser Doms)

Gründonnerstag (auch Hoher Donnerstag, heiliger Donnerstag, weißer Donnerstag oder Palmdonnerstag) ist die deutschsprachige Bezeichnung für den fünften Tag der Karwoche oder der Heiligen Woche (in liturgischer Zählung, beginnend mit dem Palmsonntag als erstem Wochentag). An ihm gedenken die Christen des letzten Abendmahles Jesu mit den zwölf Aposteln am Vorabend seiner Kreuzigung. Die liturgische Bezeichnung ist Feria quinta in coena Domini (‚fünfter Tag, beim Abendmahl des Herrn‘).
Der Gründonnerstag ist der Tag vor dem Karfreitag und zählt zu den drei Kartagen im engeren Sinn. Mit der Gedächtnisfeier vom Letzten Abendmahl beginnt am Abend des Gründonnerstags das so genannte Triduum Sacrum (oder Triduum Paschale), also die Feier der Drei Österlichen Tage (Karfreitag, Karsamstag und Ostersonntag). Als Gedächtnistag des letzten Abendmahls und der damit verbundenen Einsetzung der Eucharistie durch Jesus Christus selbst kommt dem Gründonnerstag ein hoher Rang in der Liturgie zu. Da die Kartage aufgrund ihres grundsätzlichen Charakters als Tage der Trauer und des Mitvollzugs der Passion Jesu eine besondere Prachtentfaltung nicht gestatten, seit dem Vierten Laterankonzil aber ein besonderer Bedarf für die Verehrung der Realpräsenz des Leibes und Blutes Christi in den eucharistischen Gestalten von Brot und Wein entstanden war, wurde in der katholischen Kirche seit dem 13. Jahrhundert als zweites eucharistisches Hochfest das Fronleichnamsfest am zweiten Donnerstag nach Pfingsten eingeführt, das somit in einer engen Verbindung zum Gründonnerstag steht.

## Name
Der vor dem 15. Jahrhundert – nach Kluge-Mitzka um 1200 im mitteldeutschen Raum – entstandene Name Gründonnerstag beschränkt sich im Prinzip auf das deutsche (und tschechische) Sprachgebiet und ist auch dort nur die üblichste neben mehreren anderen Bezeichnungen. Die Fügung Grüner Donnerstag (mhd. grûne dunrestag oder grüene donerstac) ist bereits seit dem 13. Jahrhundert belegt. Der lateinische Terminus dies viridium (wörtlich „Tag der Grünen“ – gemeint sind die durch Absolution von den Sünden und Kirchenstrafen Befreiten, im Sinne von „Erneuerten, Frischen“ nach dem Lukasevangelium 23,31: „grünes Holz“) war möglicherweise nicht, wie von der Sprachwissenschaft lange angenommen, das Vorbild für diese deutsche Bezeichnung, sondern scheint erst im 17. Jahrhundert entstanden zu sein.
Die Herkunft des Namens ist nicht geklärt, es konkurrieren besonders vier Thesen, die sich nicht notwendigerweise gegenseitig ausschließen müssen, da auch mehrere Faktoren bei der Entstehung des Namens zusammengewirkt haben können:
1. Herleitung von virides („die Grünen“), den Büßern, die „dürres Holz“ gewesen waren und jetzt am antlastag, dem Tag des Kirchenbußerlasses, wieder (nach Lukas 23,31 EU) lebendiges, „grünes Holz“ der Kirche wurden und wahrscheinlich in weißem Kleid vielleicht mit grünem Schultertuch zur Kommunion schritten.
2. Herleitung aus der liturgischen Farbe Grün.[5] Der heutige Farbenkanon des römischen Ritus sieht Weiß als liturgische Farbe für den Gründonnerstag vor, dieser Farbenkanon war jedoch vor dem 16. Jahrhundert nicht verbindlich und in den Eigenriten der Diözesen vielfach abweichend geregelt. Da aus dem Gebrauch der Farbe Weiß in der Gründonnerstagsliturgie auch die Bezeichnung „Weißer Donnerstag“ (niederländisch Witte Donderdag, französisch jeudi blanc) entstanden ist, könnte ebenso aus regional abweichender Verwendung von Grün auch der Name Grüner Donnerstag, Gründonnerstag entstanden sein.
3. Herleitung aus dem seit dem 14. Jahrhundert bezeugten, aber möglicherweise schon älteren Brauch, am Gründonnerstag besonders grünes Gemüse (Grünkohl, Spinat, Salate, Nesseln, junge Triebe) und grüne Kräuter zu essen.[1][4][6] Dies steht nicht nur im Einklang mit den allgemeinen Fastenvorschriften für die Karwoche, sondern auch in Verbindung mit vorchristlichen Vorstellungen, dass dadurch die Kraft des Frühlings und eine Heilwirkung für das ganze Jahr aufgenommen werde. In einigen Regionen hatte der Gründonnerstag auch eine besondere Bedeutung für das Bestellen von Feld und Garten, als Tag der ersten Frühlingsaussaat oder als ein Tag, an dem man sich von der Aussaat oder vom Setzen oder Beschneiden der Pflanzen besonders reichen Ertrag versprach.[7]
4. Herleitung aus dem „Greinen“ (althochdeutsch grīnan, mittelhochdeutsch grînen, „lachend, winselnd, weinend den Mund verziehen“) der Büßer am Gründonnerstag.[8] Aus mündlich gebrauchtem, aber schriftlich nicht bezeugtem grîn donerstac wäre in dem Fall durch volksetymologische Umdeutung Grüner Donnerstag > Gründonnerstag entstanden. Da jedoch dieser Tag seit dem 4. Jahrhundert ein kirchlicher Freudentag war, an dem die zuvor Exkommunizierten nach Buße und Vergebung endlich wieder zur Kommunion zugelassen, also wieder „grünendes Holz“ am Stamm der Kirche nach Lukas 23,31 waren, erscheint die Annahme eines Klagedonnerstags widersinnig.

Gängige lateinische Bezeichnungen des Gründonnerstags sind dies cenae domini („Tag des Abendmahls des Herrn“), dies absolutionis („Tag der Sündenvergebung“), dies indulgentiae („Ablasstag“), dies mandati („Tag der Fußwaschung“, daraus entstand die im Englischen geläufige Bezeichnung Maundy Thursday), dies azymorum („Tag der ungesäuerten Brote“) oder consecratio chrismatis („Chrisamweihe“, die in der römischen Liturgie an diesem Tag vollzogen wird); außerdem kann der Tag als quinta feria („fünfter Tag“) oder dies jovis („Donnerstag“) mit den Zusätzen magnus („groß“), sacer („heilig“) oder altus („hoch“) bezeichnet werden. In anderen Sprachen wird der Festtag meist „Heiliger Donnerstag“ (so in allen romanischen Sprachen und neben Maundy Thursday auch im Englischen geläufig) oder „Großer Donnerstag“ (so etwa im Polnischen Wielki Czwartek, im Kroatischen veliki četvrtak und im Ungarischen Nagycsütörtök) genannt. Im Tschechischen heißt der Tag nach deutschem Vorbild „Grüner Donnerstag“ (zelený čtvrtek), im Niederländischen wie erwähnt „Weißer Donnerstag“ (Witte Donderdag). Im skandinavischen Raum ist die Bezeichnung „reiner Donnerstag“ gebräuchlich (schwedisch skärtorsdagen, dänisch skærtorsdag, norwegisch skjærtorsdag, färöisch und isländisch skírdagur, finnisch (altnordisches Lehnwort) kiirastorstai; zu altnordisch skær, skír „hell, klar, rein“), was auf den Termin als Reinigungstag bzw. als Tag der Sündenvergebung Bezug nimmt. In manchen deutschsprachigen Regionen sehr gängig war früher auch der Name Antlasstag („Tag der Entlassung aus den Sünden“, „Ablasstag“), der ähnlich wie der früher im Französischen gebräuchliche Name jeudi absolu aus der lateinischen Bezeichnung dies absolutionis bzw. dies indulgentiae herzuleiten ist.
Regional abweichend wurde in älterer Zeit unter anderem in Westfalen auch der Donnerstag der Osterwoche (d. h. der Donnerstag nach statt vor Ostern) als „Grüner Donnerstag“ (gronen donnerstagh) bezeichnet.

## Liturgie

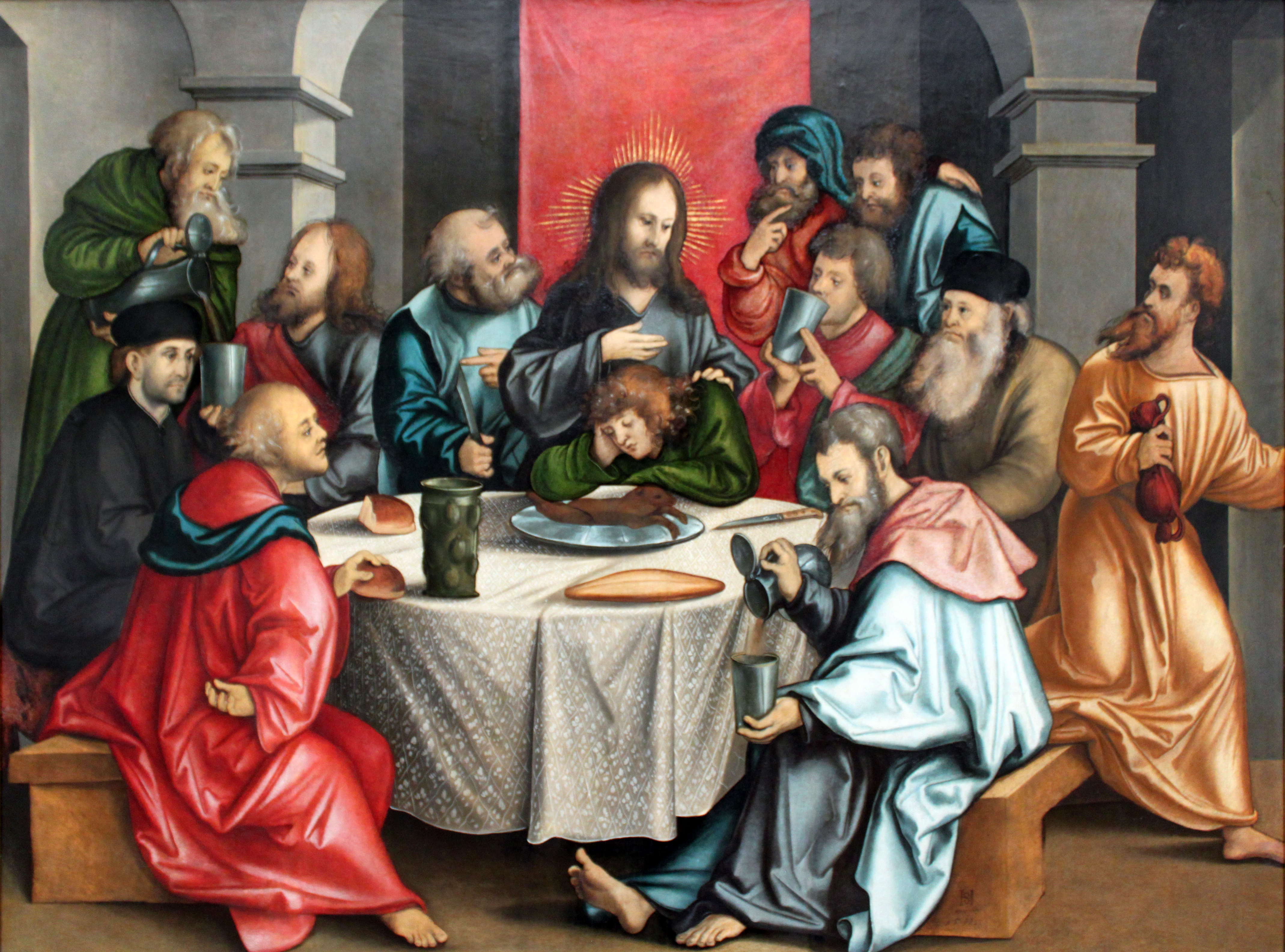
Darstellung des letzten Abendmahls von Hans Schäufelin (1480–1538)

### Römisch-katholische Kirche
Mit dem Gründonnerstag (Feria quinta in Coena Domini) beginnt das Triduum Sacrum, das dreitägige Gedächtnis des Leidens, Sterbens, der Grabesruhe und der Auferstehung Jesu Christi („Ostern“). Es ist das ranghöchste katholische Fest. Das Triduum beginnt liturgisch am Abend des Gründonnerstags mit der Feier vom letzten Abendmahl und endet mit der Vesper des Ostersonntags. Der theologische Gedanke des Pascha-Mysteriums stellt die Einheit von Leiden und Kreuzestod Christi, seiner Auferstehung von den Toten und seiner Himmelfahrt und Erhöhung und ihrer Vergegenwärtigung in der Liturgie in den Vordergrund.
In der Messe vom letzten Abendmahl wird am Abend des Gründonnerstags der Einsetzung des Altarssakramentes (d. h. der Eucharistie) und des Weihepriestertums gedacht. Die sich anschließende schlichte Prozession mit dem Allerheiligsten steht für den Gang Jesu zum Ölberg, wo er in Todesangst betete und verhaftet wurde. In stiller Anbetung vor dem Allerheiligsten gedenken die Gläubigen in dieser Nacht Jesu Verhaftung und Geißelung.
Der Gründonnerstag war früher ein Tag öffentlicher Sündenvergebung, besonders für die mit Kirchenstrafen belegten Büßer. Diese Funktion hat er in der römisch-katholischen Kirche nicht mehr, während dies in der Orthodoxie teilweise noch anzutreffen ist.
Liturgisch hat der Gründonnerstag eine besondere Prägung. Vor allem an Kathedralkirchen werden am Gründonnerstag, Karfreitag und Karsamstag feierlich gesungene Karmetten mit der Gemeinde gefeiert. In Bischofskirchen findet am Vormittag im Rahmen der Chrisammesse die Weihe der heiligen Öle (des Katechumenenöls für die Taufbewerber, des Krankenöls für die Krankensalbung und des Chrisams für die Firmung und andere Anwendungen) durch den Ortsbischof statt. Dieser Gottesdienst wird in manchen Diözesen bisweilen auf einen der vorhergehenden Tage verlegt, damit die Priester aus den einzelnen Pfarrgemeinden leichter daran teilnehmen können. Generell gilt der Gründonnerstag auch als Fest der Einsetzung des Priestertums. Die anwesenden Priester und Diakone erneuern bei der Chrisammesse ihre Weiheversprechen.
Am Abend wird in allen Kirchen die Messe vom letzten Abendmahl gefeiert. Frühester Beginn ist 16 Uhr, spätester Beginn 20 Uhr. Während des Glorias läuten alle Glocken; danach schweigen sie bis zum Gloria der Osternacht. Auf den Einsatz der Orgel (und anderer Instrumente) zwischen dem Gloria der Abendmahlsmesse und dem Gloria der Osternacht soll verzichtet werden, „falls es sich nicht empfiehlt, Orgel und andere Musikinstrumente nur zur Begleitung des Gesanges einzusetzen“. Oftmals werden Ratschen, die durch ihren harten Klang in der Leidenszeit Jesu die Glocken ersetzen, zur Wandlung und zur Sakramentsprozession nach der Messe vom letzten Abendmahl verwendet.

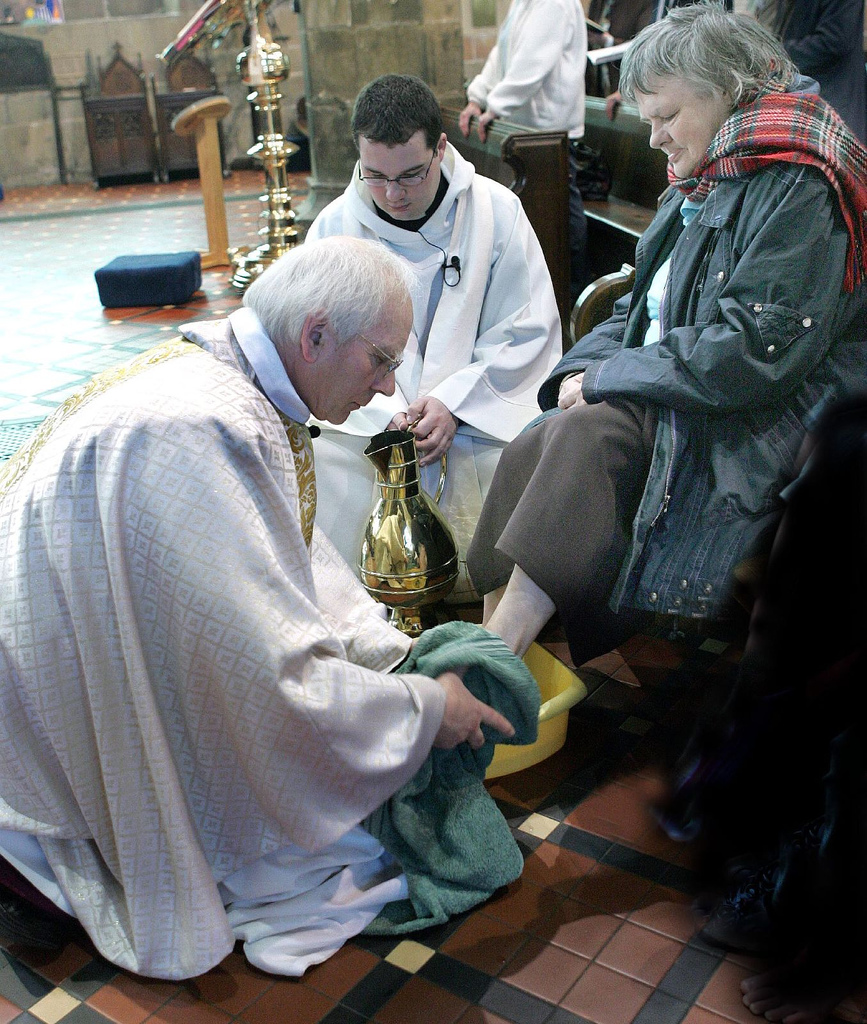
Fußwaschung am Gründonnerstag in St. Ägidius im walisischen Wrexham, 2007

Nach alter Überlieferung wird in den Gemeinden auch der Ritus der Fußwaschung (Mandatum) vollzogen. In der Darstellung des Johannesevangeliums (Joh 13,1–17 ) wusch Jesus beim Mahl mit seinen Jüngern am Vorabend seiner Hinrichtung ihnen die Füße und sagte: „Wenn nun ich, der Herr und Meister, euch die Füße gewaschen habe, dann müsst auch ihr einander die Füße waschen“ (Vers 14). Der Hauptzelebrant der Messe vom Letzten Abendmahl wäscht nach dem Vorbild Jesu Gläubigen die Füße, um symbolisch zu verdeutlichen, dass das kirchliche Amt den Charakter des Dienstes und nicht der Herrschaft hat. Die allen aufgetragene Bereitschaft zur Nächstenliebe wird durch das Einsammeln von Gaben für Bedürftige und Arme veranschaulicht. Die Fußwaschung wurde im Mittelalter und darüber hinaus vor allem mimetisch, das heißt als Nachspiel des Evangeliums, verstanden; daher wurden zwölf Männern vom Priester die Füße gewaschen. Im Missale Romanum von 1970 wurde die Begrenzung auf die Zahl Zwölf gestrichen, es blieb aber bei der Beschränkung auf Männer. 2016 erlaubte Papst Franziskus, dass der Ritus in der Messe vom Letzten Abendmahl auch an Frauen vollzogen werden kann. Bis zur Liturgiereform in den 1950er-Jahren wurde die Fußwaschung durch den Gesang der Antiphon Ubi caritas mit dem Hymnus Congregavit nos in unum Christi amor begleitet, die heute als Offertorium zur Gabenbereitung gesungen werden.
Um die Besonderheit dieses Abends zu betonen, werden den Wandlungsworten im Hochgebet ausschließlich in dieser heiligen Messe die Worte „[Am Abend vor seinem Leiden,] das ist heute“, hinzugefügt. Es wird von der Kirche gewünscht und ist weithin üblich, dass die heilige Kommunion der Gemeinde unter beiderlei Gestalt (Brot und Wein) gereicht wird.
Nach oder während der heiligen Messe wird das Allerheiligste unter dem Gesang des Hymnus Pange lingua gloriosi in einer schlichten Prozession zu einem Seitenaltar oder einer Kapelle gebracht. Die in der Messe vom letzten Abendmahl gewandelten Hostien (Hostia praesanctificata) werden den Gläubigen in der Kommunionfeier am Karfreitag gereicht, da an diesem Trauertag keine heilige Messe stattfindet. Nach dem Gottesdienst werden sämtliche Decken und Schmuck vom Hauptaltar und allen anderen Altären mit Ausnahme desjenigen entfernt, auf oder bei dem das Allerheiligste sich befindet. Dies symbolisiert Trauer, soll aber auch an die Überlieferung erinnern, nach der Jesus die Kleider vom Leib gerissen wurden.
Durch den Gesang des Tantum ergo bei der Übertragung des Allerheiligsten kann der Gläubige, wenn er die entsprechenden Bestimmungen erfüllt, einen vollkommenen Ablass erhalten.
Nach der heiligen Messe wird der Altar in Stille entblößt. In Anlehnung an die überlieferte Nachtwache der Jünger Jesu am Ölberg finden in vielen Gemeinden Gebetswachen, auch Ölbergstunde genannt, statt, die mancherorts die ganze Nacht andauern. Sie finden meist direkt vor dem Altar statt, auf dem sich nun das Allerheiligste befindet. Die Anbetung soll wenigstens bis Mitternacht dauern; zu diesem Zeitpunkt wird das Gedächtnis der Einsetzung der Eucharistie abgelöst von der Erinnerung an die Passion Jesu. Die Ausstattung des Ortes soll von „ernster Schlichtheit“ sein, die Anbetung nach Mitternacht „ohne jede Feierlichkeit“.
Nach dem Gottesdienst besteht mancherorts der Brauch, an einem anderen Ort eine gemeinsame Agape (Freundschaftsmahl) zu halten. Bei diesem Mahl werden oft ungesäuerte Brote (etwa Matzen, orientalisches Fladenbrot oder Milchbrote) sowie Wein oder Traubensaft gereicht. Die Brote werden traditionell miteinander geteilt, um an das Mahl in (Ex 12,1–8 ) zu erinnern. In solchen Agapen soll die schenkende Liebe Jesu Christi symbolisch erlebbar und an das letzte Abendmahl Jesu und damit auch an das jüdische Paschamahl erinnert werden, das Jesus und seine Jünger nach biblischer Überlieferung feierten.

### Evangelische Kirche
In evangelischen Kirchen findet am Gründonnerstag ein Abendmahlsgottesdienst, oft verbunden mit einer Agapefeier, statt. Dieser Gottesdienst wird in vielen Gemeinden besonders ausgestaltet, etwa als Tischabendmahl. Die Agende Passion und Ostern der VELKD weist darauf hin, dass dieses Tischabendmahl nicht wie ein Pessachmahl gestaltet werden soll: „Zu Recht weisen Juden angesichts einer zunehmenden Zahl von ‚christlichen Passafeiern‘ darauf hin, dass sie diese Praxis verletzt.“
In Kreisen der liturgischen Erneuerungsbewegung wurde im 20. Jahrhundert oft versucht, den Gründonnerstag im Rahmen der Karwoche als den ersten Tag des Triduum Sacrum zu begehen. Das bedeutet auch, dass der Gründonnerstagabend als Beginn einer Feier verstanden wird, die bis zur Osternacht reicht; dementsprechend entfallen Segensworte am Gründonnerstagabend. In evangelischen Kommunitäten wird mancherorts der Brauch der Fußwaschung am Gründonnerstag praktiziert, in Gemeindegottesdiensten allerdings selten.
Das Evangelische Gottesdienstbuch stellt den Tag der Einsetzung des Heiligen Abendmahls unter das Bibelwort: „Er hat ein Gedächtnis gestiftet seiner Wunder, der gnädige und barmherzige Herr“. (Psalm 111,4) Die liturgische Farbe ist Weiß. Ehre sei dem Vater und Halleluja entfallen, aber Ehre sei Gott in der Höhe wird gesungen (und dann erst wieder in der Osternacht). Die drei Tagesgebete betonen unterschiedliche Aspekte des Abendmahls: das erste, historische, die „erlösende Kraft“ des Sakraments, das zweite den Gedanken der Nachfolge Christi („du … nimmst uns mit auf deinen Weg der Hingabe“), das dritte die Gemeinschaft der Feiernden. Die beiden Präfationen preisen Jesus Christus als das „Brot des Lebens“.
An den Gottesdienst am Gründonnerstagabend kann sich eine Gebetswache anschließen.

### Altkatholische Kirche
Die Liturgie am Gründonnerstag entspricht in weiten Teilen dem Römischen Ritus (siehe oben).
Die Rubriken des Eucharistiebuchs sehen folgendes vor: Nach dem Gloria schweigen Orgel und Glocken. Zur Fußwaschung kann das Taizélied Ubi caritas gesungen werden. In den Fürbitten sollte der Gemeinden des eigenen Bistums und der ökumenischen Nachbargemeinden gedacht werden. Die Eucharistiefeier endet mit dem Gebet nach der Kommunion. Der Segen wird erst wieder als Feierlicher Schlusssegen in der Osternacht gespendet. Wo es möglich ist, wird zu stillem Gebet, zur Meditation und zur Lesung der Abschiedsreden Jesu aus dem Johannesevangelium Gelegenheit gegeben.

### Church of England
Die Liturgie am Gründonnerstag (Maundy Thursday) beginnt mit einem Bußgebet der Gemeinde. Nach Psalm, Schriftlesung, Evangelium (Joh 1-17, 31b-35) und Predigt kann der Ritus der Fußwaschung folgen (The president may wash the feet of some members of the congregation), zu dem Ubi caritas oder ein anderes geeignetes Lied gesungen werden kann. Der Wortgottesdienst endet mit einem Fürbittgebet; es folgt der eucharistische Gottesdienst: Zunächst wird der Abendmahlstisch bereitet, was mit Motiven des Pessach verbunden ist (We know that it was not only our ancestors, but we who were redeemed and brought forth from bondage to freedom, from mourning to feasting. We know that as he was with them in the upper room so our Lord is here with us now.) Nach dem Segen über Brot und Wein, dem Eucharistiegebet, Vaterunser, Brotbrechen und Kommunion endet dieser Teil mit einer Stille und dem Postcommunio-Gebet. Nun wird der Abendmahlstisch und der Altarraum leer geräumt, verbunden mit Psalm 88 oder Versen aus den Klageliedern Jeremias. Wenn sich keine Gebetswache (Watch) anschließt, folgt die Entlassung.

### Orthodoxe Kirchen (Byzantinischer Ritus)
Wie das Synaxarion ausdrückt, werden an diesem Heiligen und Hohen Donnerstag vier Gedächtnisse gefeiert: die Fußwaschung, das heilige (Abend-)Mahl, das Gebet Jesu auf dem Gethsemane und der Verrat des Herrn durch Judas.
Die Feier dieses Tags beginnt am Mittwochabend nach dem Einbruch der Dunkelheit mit dem Orthros, den Laudes der orthodoxen Kirchen. Er wird, wie an den vorausgehenden drei Kartagen, als Nymphios (Liturgie des Bräutigams) gefeiert. Dessen mystischen Gehalt drückt das Exapostilarion aus, ein festlicher Gesang, der bei geöffneter Ikonostase mit Blick auf den geschmückten Altar vom Chor vorgetragen wird: „Dein Brautgemach sehe ich geschmückt, o mein Heiland. Aber ich habe kein hochzeitliches Gewand, um einzutreten. Mache strahlen das Kleid meiner Seele, Spender des Lichts, und errette mich!“
Am Donnerstagvormittag wird die Heilige Liturgie gefeiert, in deren Mittelpunkt die Einsetzung des Abendmahls steht. Am Abend dieses Donnerstags wird die Vesper in Verbindung mit der Basilius-Liturgie gefeiert. Die Texte haben die im Synaxarion genannten Themen zum Inhalt. Die Fußwaschung begeht man in Klöstern und Bischofskirchen. Am späten Donnerstagabend (Orthros) folgt der „Gottesdienst der zwölf Evangelien“ zum Leiden Christi. Nach dem fünften Evangelium wird ein großes Kreuz vom Priester in die Mitte der Kirche getragen, um von der Gemeinde verehrt zu werden. Kerzen werden entzündet und das Kreuz mit Blumen und Kränzen geschmückt.

### Assyrische Kirche des Ostens
Eine mit Gründonnerstag verbundene Eigentradition besitzt die Assyrische Kirche des Ostens. Demnach gab Jesus Christus beim Letzten Abendmahl jedem Apostel ein Stück vom gesegneten Brot, Johannes aber zwei mit dem Gebot, eines zu essen und das andere aufzubewahren. Johannes tat das. Als Christus am Kreuz starb, tunkte Johannes das aufbewahrte Brot in das Blut der Seitenwunde. So entstand jener heilige Sauerteig, den die Kirche des Ostens nach eigener Lehre bis heute bewahrt hat und den der Ortsbischof jeweils am Gründonnerstag für seine Diözese erneuert, indem er alten und neuen Sauerteig mischt. Der Sauerteig (bezeichnet als malkâ, „König“) wird sodann an die Pfarreien ausgeteilt und dort das Jahr über zum Backen des eucharistischen Brotes verwendet, das somit immer in einer symbolischen Beziehung zur Einsetzung des Abendmahls durch Jesus Christus steht.

## Brauchtum

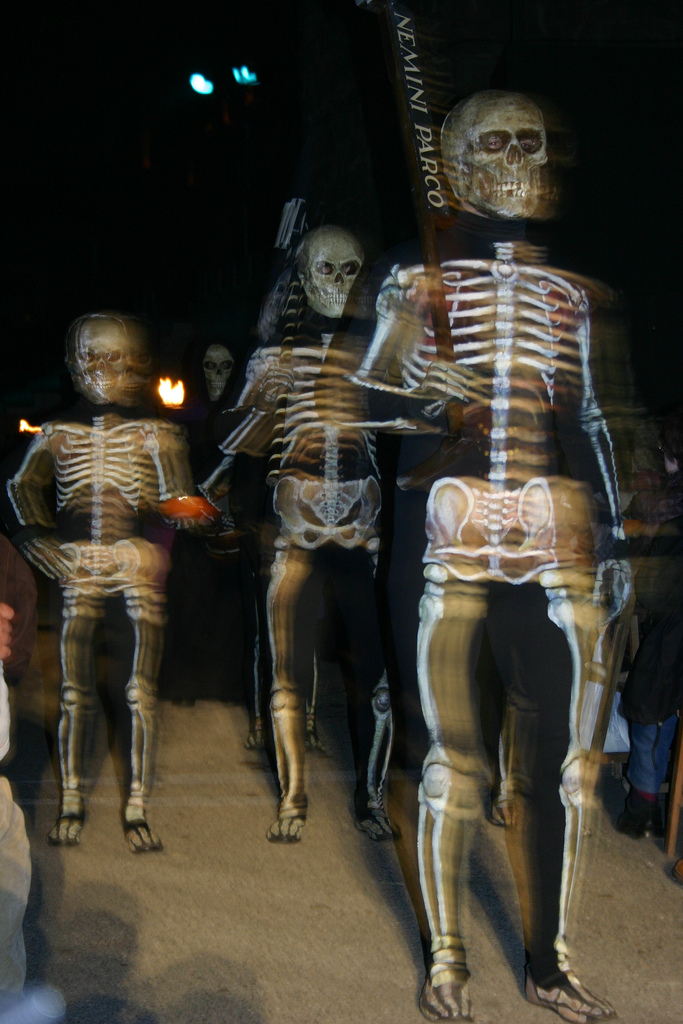
Tanz der Toten, Passionsspiel am Gründonnerstag in Verges in Spanien

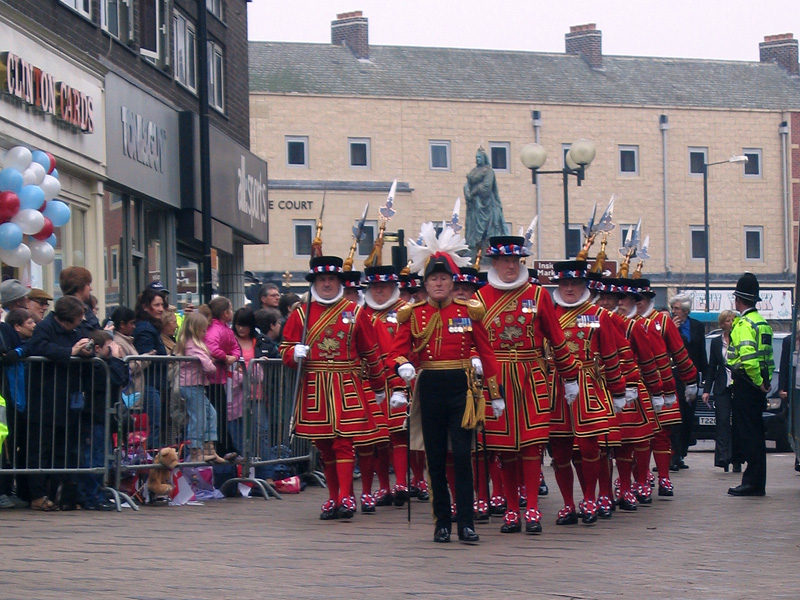
Yeomen of the Guard auf dem Weg zur Kathedrale von Wakefield, Maundy-Money-Zeremonie (2007)

- Während des Triduum Sacrum wird das Läuten der nach dem Gloria der Gründonnerstagsliturgie verstummten Kirchenglocken bis zum Gloria in der Osternacht ersetzt durch die Ratschen und Klappern, zu den Zeiten des Angelusläutens ebenso wie vor dem Beginn der Gottesdienste. Zu diesem Zweck ziehen vielerorts Ministranten mit ihren Ratschen auch durch die Straßen. Ebenfalls verstummt in katholischen Kirchen in dieser Zeit die Orgel.
- Der Artikel Gründonnerstag im Handwörterbuch des deutschen Aberglaubens verzeichnet eine Vielzahl von Gründonnerstagsbräuchen mit den damit verbundenen Vorstellungen des Volksaberglaubens.[23]
- Neben dem schon im Zusammenhang mit der Erklärung des Namens genannten Essen von grünem Gemüse und Kräutern[6] und der Bedeutung für die Bestellung von Feld und Garten[7] sind noch besonders die Praktiken und Vorstellungen zu erwähnen, die sich mit den am Gründonnerstag gelegten Eiern, sogenannten Gründonnerstagseiern oder Antlasseiern, verbanden.
- In Coburg werden zum Teil noch heute die Ostereier schon am Gründonnerstag gesucht, gebracht vom „grüa Hoas“ (grünen Hasen). In Teilen der Oberlausitz verbindet sich der Gründonnerstag mit einem Heischebrauch. Dabei ziehen Kinder mit dem Spruch „Guten Morgen, guten Morgen zum Gründonnerstag, gebt mir was in’n Bettelsack …“ von Haus zu Haus, um Süßigkeiten zu bekommen.
- In Mühlhausen in Thüringen sollte jeder Mühlhäuser an Gründonnerstag eine gebackene Brezel essen, da einem sonst Eselsohren wachsen können. Teilweise sind die Brezeln mit Pudding gefüllt, ähnlich einem Streuselplätzchen. Auch zu DDR-Zeiten war es an mancher Schule erlaubt, diese Gründonnerstags-Brezel, die mit einem Band um den Hals getragen wurde, im Unterricht zu verspeisen.
- In vielen Gegenden ist es Brauch, am Gründonnerstag etwas Grünes zu essen. In Österreich ist es vor allem Spinat mit Spiegelei.[24] Entgegen der verbreiteten Ansicht handelt es sich beim Gründonnerstag um keinen strengen Fast- und Abstinenztag im Sinn des römisch-katholischen Kirchenrechts.
- Im deutschsprachigen Raum führte zunächst Kaiser Karl V. den alljährlich am Gründonnerstag begangenen Brauch der Fußwaschung durch den Regenten ein. Dieser Brauch wurde am Hof der Habsburger bis zum Ende der Monarchie im Jahr 1918 praktiziert. In Bayern wurde der Brauch der Fußwaschung durch Wilhelm V. (Wilhelm der Fromme) eingeführt. In der Neuzeit hielten nur noch die Herrscher von Spanien, Frankreich, Österreich und Bayern am Brauchtum der Fußwaschung durch den Regenten fest. Aus diesem jährlichen Anlass entwickelte sich auch in England der königliche Brauch bei der Fußwaschung an Arme Maundy money („Gründonnerstagsgeld“) zu verteilen. Die Verteilung der Münzen an verdiente Bürger durch die Königin am Gründonnerstag blieb bis in die Gegenwart erhalten,[25] die Fußwaschung wird hingegen nicht mehr durchgeführt.

## Feiertags- und Ladenschlussregelungen
In manchen Ländern, z. B. in Dänemark, Norwegen oder Island, ist der Gründonnerstag ein gesetzlicher Feiertag; bis in das 19. Jahrhundert hinein galt dies auch in Teilen des deutschsprachigen Raums. In Hessen gilt bei den Ladenöffnungszeiten, dass am Gründonnerstag alle Geschäfte bereits ab 20 Uhr schließen müssen, ähnlich wie an Heiligabend und Silvester, wo der Ladenschluss ab 14 Uhr vorgeschrieben ist. Ebenfalls ist im Kanton Basel-Stadt ein Ladenschluss am Gründonnerstag ab 17 Uhr vorgeschrieben.

## Wetterregeln
In den Bauernregeln für den Gründonnerstag heißt es:
Ist der Gründonnerstag weiß, wird der Sommer sicher heiß.